# 세인트 조지 런던 대학교
세인트 조지 런던 대학교(St George's, University of London, 법적 교명: St George's Hospital Medical School, 비공식 교명: St George's 또는 SGUL)는 사우스런던 투팅에 위치한 대학교이며 런던 대학교의 구성 칼리지이다. 세인트 조지 런던 대학교의 병원은 1733년에 기원하며 1751년에 훈련생을 위한 공식 기관이 되었다.